# Fodina
Fodina là một chi bướm đêm thuộc họ Erebidae.

## Các loài
- Fodina oriolus Guenée, 1852
- Fodina ostorius Donovan, 1805